# 棘紅䲗屬
棘紅䲗屬（學名：Foetorepus）為䲗科下的一屬，此屬的有效性受到一些專家的質疑，認為是䲗屬的異名。本文以世界魚類資料庫公佈的為準。

## 物種
目前已辨認出10個種：
- 艾氏棘紅䲗（F. agassizii）
- 異味棘紅䲗（F. calauropomus）
- 黑臀棘紅䲗（F. dagmarae）
- 加氏棘紅䲗（F. garthi）
- 蒲原氏棘紅䲗（F. kamoharai）
- 益田氏棘紅䲗（F. masudai）
- 帕氏棘紅䲗（F. paxtoni）
- 側扁棘紅䲗（F. phasis）
- 泰拉棘紅䲗（F. talarae）
- 瓦爾德棘紅䲗（F. valdiviae）

## 文獻
1. ↑  Froese, R. & Pauly, D. (eds.) (2014). Species of Foetorepus. FishBase. Version 2014-06.